# Туризм в Швейцарии

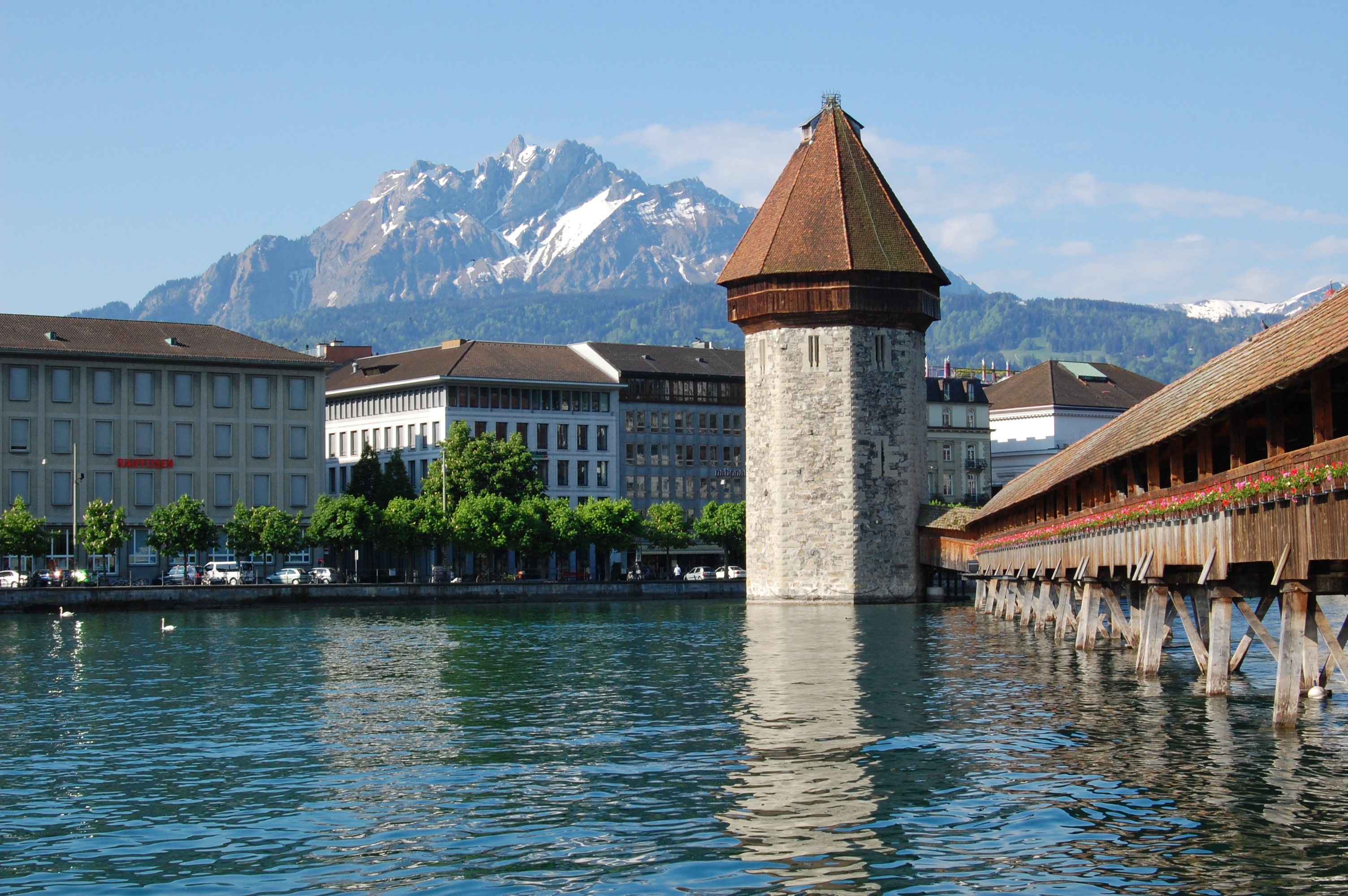
Люцерн, город расположенный в центре Швейцарского плато

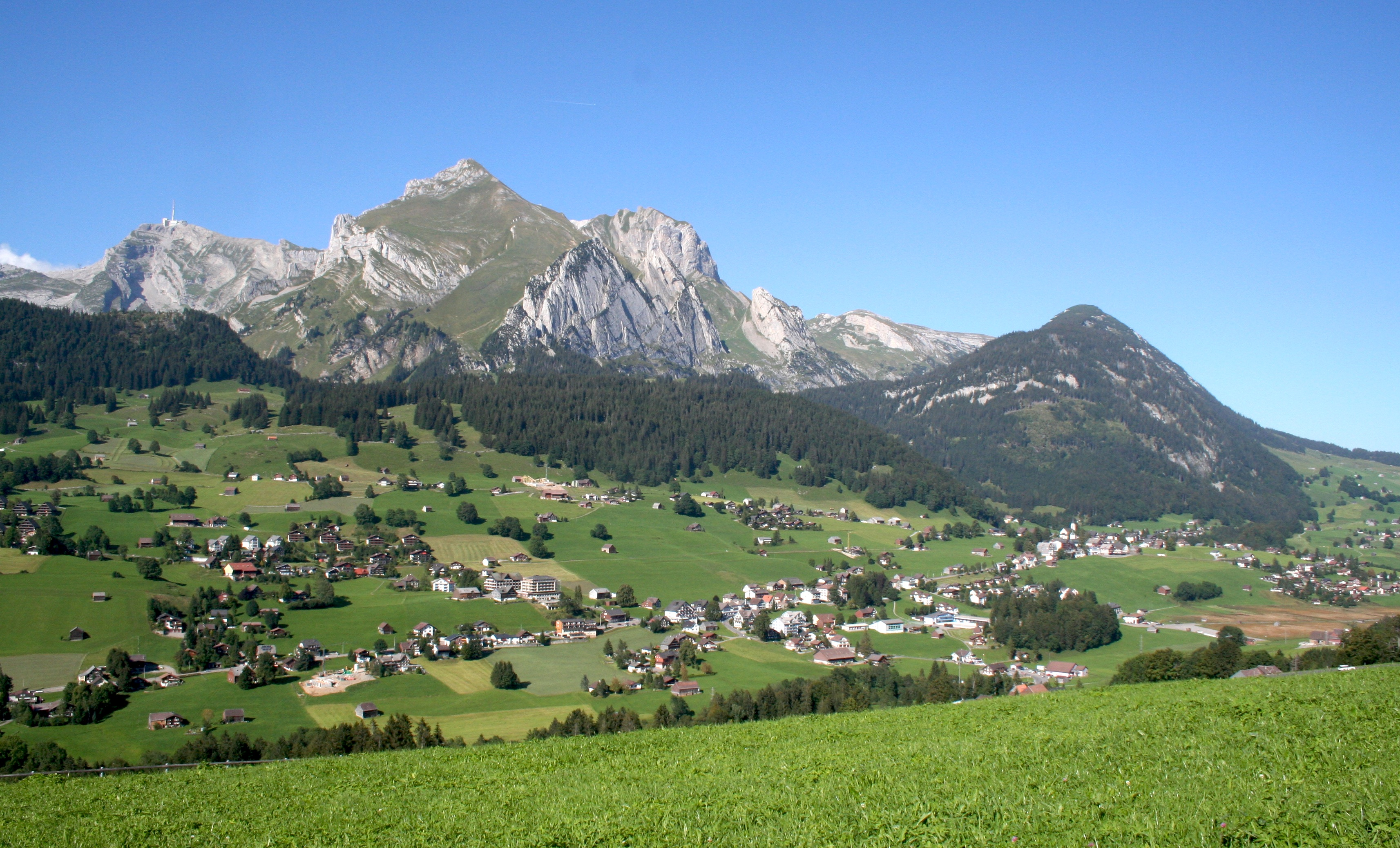
Деревня Вильдхаус

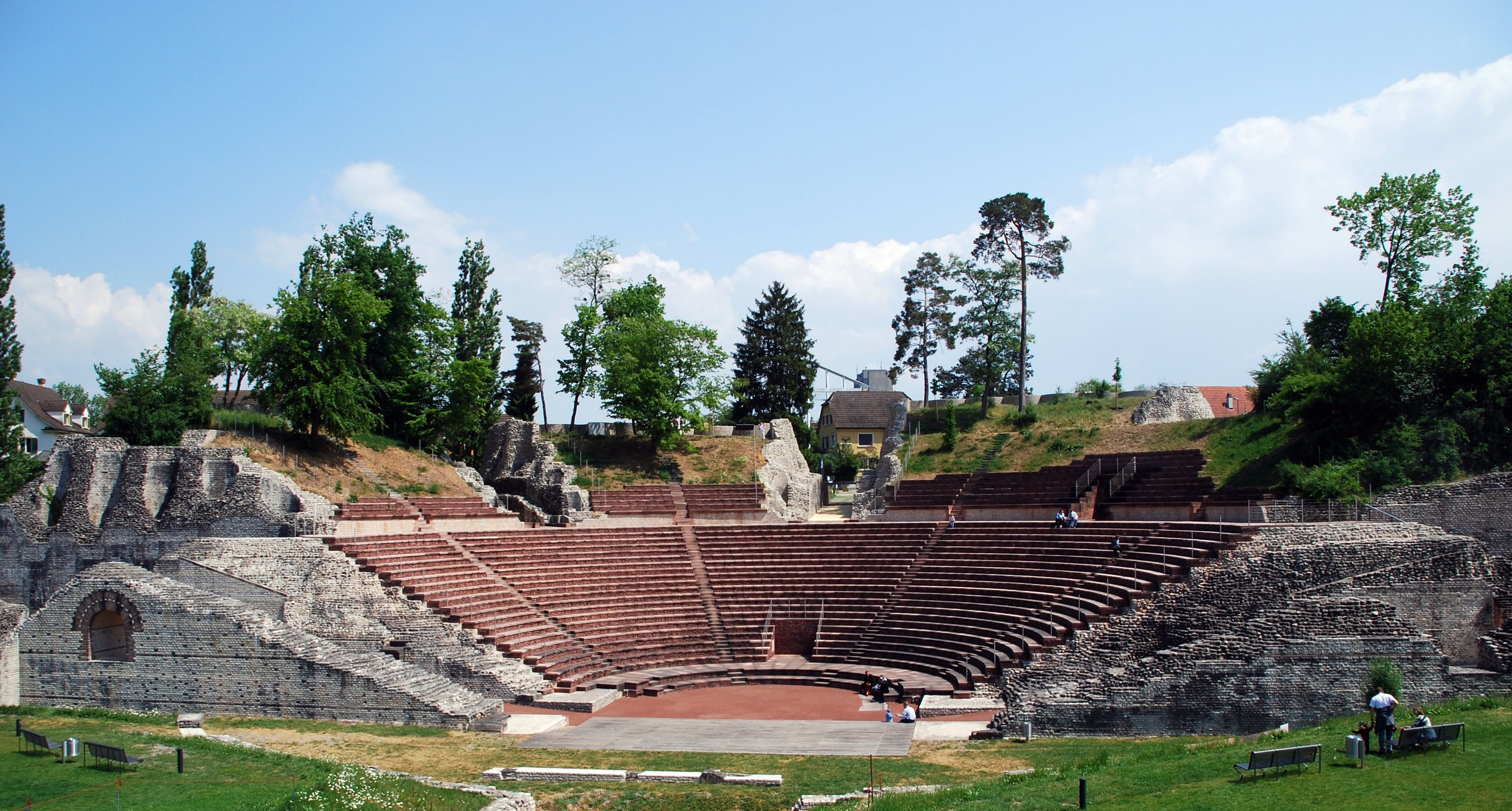
Аугуста Раурика, расположенный в Базеле

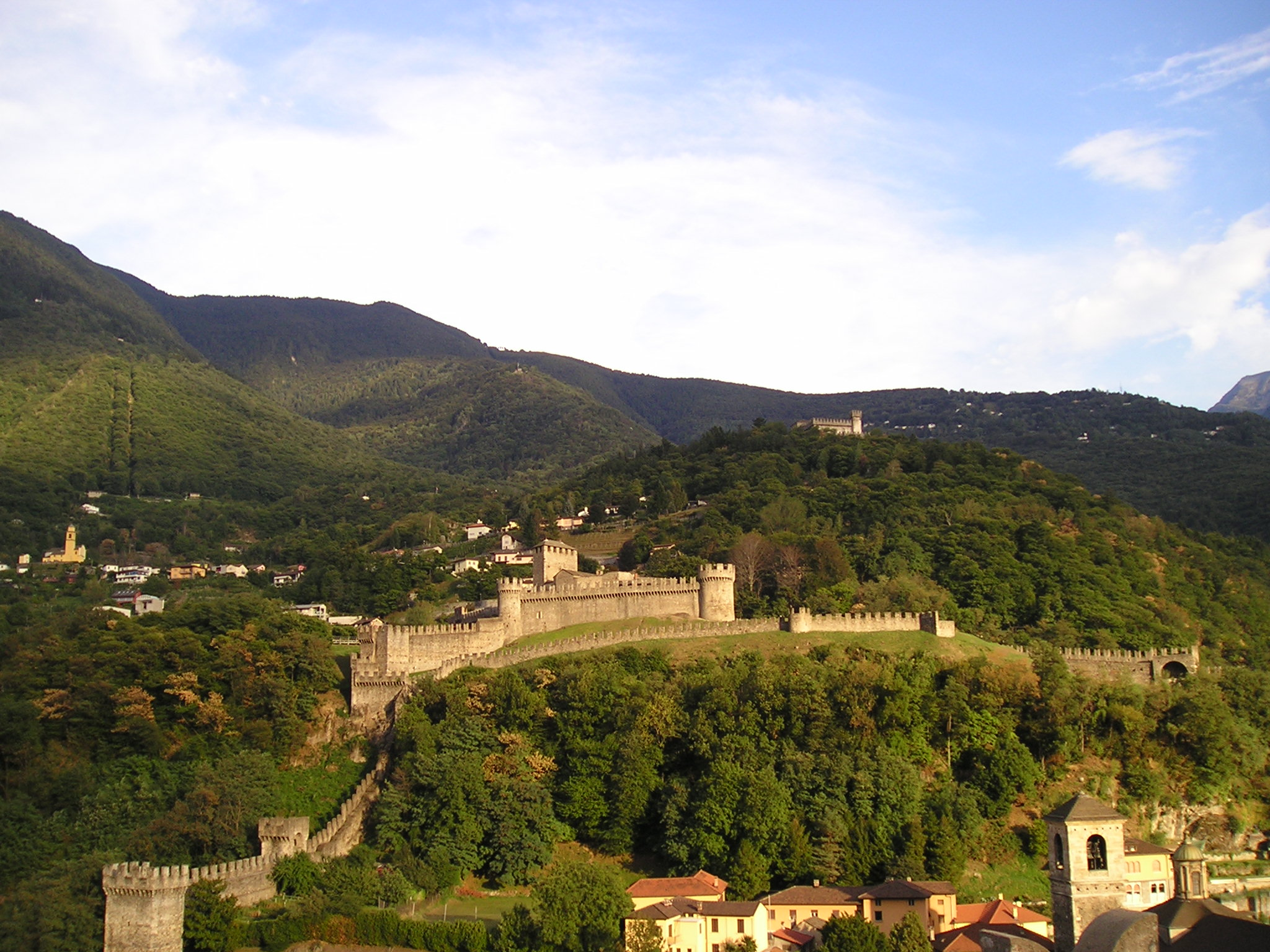
Крепости Монтебелло и Сассо-Корбаро

Являясь традиционной страной туризма, Швейцария удерживает в этой сфере прочные позиции в Европе. Наличие развитой туристической инфраструктуры, сети железных и автомобильных дорог в сочетании с живописной природой и выгодным географическим положением обеспечивает приток в страну значительного количества туристов, прежде всего немцев, американцев, японцев, а в последние годы также русских, индийцев, китайцев. 15 % национального дохода поступает за счёт туризма.
Альпы занимают 2/3 всей территории Швейцарии и ежегодно привлекают в страну тысячи любителей активного отдыха. Наивысшая точка страны находится в Пеннинских Альпах и называется пик Дюфур (4634 м). Также в Швейцарии находятся самая высокогорная в Европе железнодорожная станция Юнгфрауйох на высоте 3454 м над уровнем моря и самая высокогорная в Европе пивоварня в Монштайне на высоте 1600 метров.
Туризм в Швейцарии — важная сфера экономики Швейцарии, основанная на использовании рекреационных ресурсов. В бюджет Швейцарии за счёт туризма поступает 1,5 млрд $ ежегодно, что является важной его составляющей. Национальной маркетинговой компанией, занимающейся продвижением Швейцарии на международной арене в качестве страны для туризма и деловых встреч, является Switzerland Tourism.
Самыми популярными в Швейцарии туристическими городами считаются: Цюрих, Берн, Люцерн, Базель, Женева.

## Горнолыжные курорты
Горнолыжные курорты в Швейцарии очень развиты. По территории Швейцарии пролегают Швейцарские Альпы. В центральной, южной и восточной частях страны находятся известные курорты, такие как Санкт-Мориц, Давос и Церматт, Интерлакен, Лейкербад.

## Достопримечательности
Монастырь Святого Иоанна — старинный бенедиктинский монастырь, расположенный в швейцарской деревне Мюстаир (долина Валь Мюстаир, кантон Граубюнден). В 1983 году внесён в список памятников Всемирного наследия ЮНЕСКО как хорошо сохранившийся монастырь эпохи Каролингов.
Аугуста Раурика — крупная археологическая достопримечательность и музей под открытым небом в Швейцарии. Она расположена примерно в 20 км к востоку от Базеля вблизи деревень Аугст и Кайзераугст, это старейшая из известных римских колоний на Рейне.
Три замка Беллинцоны представляют собой группу из укреплений, расположенных вокруг города Беллинцона в кантоне Тичино, Швейцария. Группа состоит из замков Кастельгранде (Castelgrande), Монтебелло (Castello di Montebello) и Сассо-Корбаро (Корбарио) (Castello di Sasso Corbaro), а также крепостных стен. Кастельгранде расположен на скалистой вершине над долиной, он соединён с замком Монтебелло каменными стенами. Замок Сассо Корбаро расположен отдельно на скалистой вершине в 600 метрах к юго-востоку от двух других. Включены в Список Всемирного наследия ЮНЕСКО в 2000 году.

## Статистика
В 2006 г. в Швейцарии было зарегистрировано 4967 отелей и туристических баз на 240000 мест (кроватей) в 128000 номерах (комнатах). Коэффициент гостевой загрузки достиг уровня 41,7 % от общего числа мест (в 2005 — 39,7 %), что в абсолютном выражении составило 38,8 миллионов дней проживания. 14 % от общего числа гостиниц расположено в кантоне Граубюнден, 12 % — в кантоне Вале, 12 % — в Восточной Швейцарии, 11 % — в Центральной Швейцарии и 9 % — в кантоне Берн.